# Raivavae (Polinesia Francesa)
Raivavae es una comuna francesa situada en la subdivisión de Islas Australes, que forma parte de la colectividad de ultramar de Polinesia Francesa.

## Composición
Está formada por la unión de las tres comunas asociadas de Anatonu, Rairua-Mahanatoa y Vairu, que abarcan la isla de Raivavae y sus veintiocho motus:
| Comuna asociada de Anatonu          |                  |                  |                    |
| Fracción de la isla de Raivavae     | Población (2012) | Superficie (km²) | Densidad (hab/km²) |
| Anatonu                             | 253              | 1,49             | -                  |
| Islotes                             | Población (2012) | Superficie (km²) | Densidad (hab/km²) |
| Haaamu                              | -                | 0,69             | -                  |
| Hotuatua                            | -                | 0,02             | -                  |
| Comuna asociada de Rairua-Mahanatoa |                  |                  |                    |
| Fracción de la isla de Raivavae     | Población (2012) | Superficie (km²) | Densidad (hab/km²) |
| Rairua                              | 453              | -                | -                  |
| Islotes                             | Población (2012) | Superficie (km²) | Densidad (hab/km²) |
| Arae Iti                            | -                | -                | -                  |
| Arae Rahi                           | -                | -                | -                  |
| Haha                                | -                | -                | -                  |
| Manu Iti                            | -                | -                | -                  |
| Manu Rahi                           | -                | -                | -                  |
| Papararuu                           | -                | -                | -                  |
| Ruahota Iti                         | -                | -                | -                  |
| Ruahota Rahi                        | -                | -                | -                  |
| Tauai                               | -                | -                | -                  |
| Tuitui                              | -                | -                | -                  |
| Comuna asociada de Vaiuru           |                  |                  |                    |
| Fracción de la isla de Raivavae     | Población (2012) | Superficie (km²) | Densidad (hab/km²) |
| Vaiuru                              | 241              | -                | -                  |
| Islotes                             | Población (2012) | Superficie (km²) | Densidad (hab/km²) |
| Araoo                               | -                | 0,25             | -                  |
| Haratahi                            | -                | -                | -                  |
| Niupapa Iti                         | -                | -                | -                  |
| Niupapa Rahi                        | -                | -                | -                  |
| Numiri Iti                          | -                | -                | -                  |
| Numiri Rahi                         | -                | -                | -                  |
| Opinui                              | -                | -                | -                  |
| Otaha 1                             | -                | -                | -                  |
| Otaha 2                             | -                | -                | -                  |
| Otaha 3                             | -                | -                | -                  |
| Otaha 4                             | -                | -                | -                  |
| Rani                                | -                | -                | -                  |
| Tou                                 | -                | -                | -                  |
| Tuhau Patoru                        | -                | -                | -                  |
| Vaiamanu (Piscine)                  | -                | 0,70             | -                  |

## Demografía
| Gráfica de evolución demográfica de Raivavae entre 1971 y 2012 |
|                                                                |

```
Fuente: 
Insee
```